# Chelonus gayi
Chelonus gayi är en stekelart som beskrevs av Porter 1930. Chelonus gayi ingår i släktet Chelonus och familjen bracksteklar. Inga underarter finns listade i Catalogue of Life.